# Desert Diamond Arena

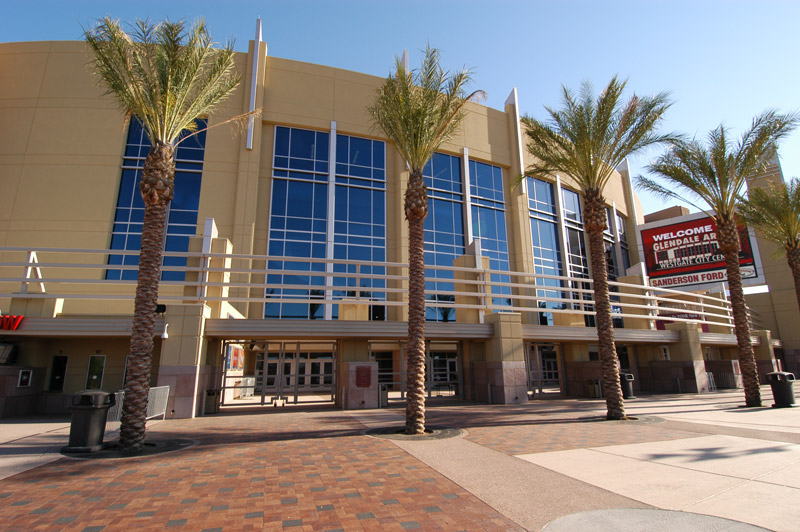
Vista del Gila River Arena.

Desert Diamond Arena (antes Jobing.com Arena, Gila River Arena y Glendale Arena) es un estadio de deportes y entretenimiento en Glendale, estado de Arizona, Estados Unidos, 12 millas (19 kilómetros) al noroeste del centro de la ciudad de Phoenix. Es la sede de los Phoenix Coyotes de la National Hockey League, y anteriormente del Arizona Sting de National Lacrosse League.
Terminado en 2003 con un costo de construcción de $180 millones, tiene 17,125 asientos para hockey, 18,300 para baloncesto y cerca de 19,000 para conciertos. El estadio contiene 3,075 asientos de clubes y 88 suites de lujo. También presenta un sistema integrado, de puntuación y de publicidad de Daktronics.
Está en la acera septentrional de la Maryland Avenue, al oeste de la State Farm Stadium, sede de los Arizona Cardinals. Su arquitecto es Populous.
El estadio es parte de Westgate City Center y del complejo comercial, fundado por el arquitecto de Nueva York Ron Elsensohn.